# Instituto Nacional de la Yerba Mate
Instituto Nacional de la Yerba Mate (INYM) es un organismo público de Argentina, dependiente de la Secretaría de Agricultura, Ganadería y Pesca. Se encarga de la promoción de la producción y consumo de la yerba mate en Argentina y en el exterior, orientándose a mejorar la sustentabilidad y la competitividad del sector yerbatero. Tiene su sede en Posadas, provincia de Misiones.Su titular es Daniel Notta desde febrero de 2024.

## Historia
La desregularización del mercado de yerba mate en la década de 1990 llevó a la caída del precio de la materia prima con consecuencias en el ámbito socioeconómico en las provincias productoras (Misiones y Corrientes), donde se destaca esta industria. Como resultado de la crisis del sector (sumada a la crisis económica argentina) y la movilización de productores afectados en un «tractorazo», en el año 2001 se obtuvo el respaldo político para que el gobierno argentino actuase en consecuencia, buscando en primer lugar mejorar el precio de la materia prima.
El Instituto fue creado por la Ley n.º 25 564, sancionada por el Congreso de la Nación Argentina el 21 de febrero de 2002, y promulgada el 14 de marzo de 2002. En primer lugar se lo ubicó en el ámbito de la Secretaría de Agricultura, Ganadería, Pesca y Alimentación del Ministerio de Economía de la Nación. El 13 de julio de 2002, el presidente Eduardo Duhalde publicó un decreto reglamentario y seis días después se realizó la primera reunión del directorio.
Desde diciembre de 2019 depende del Ministerio de Agricultura, Ganadería y Pesca.Por el cambio de ministerios en 2022, el instituto paso a depender de la Secretaría de Agricultura, Ganadería y Pesca, renombrado en 2024, como Secretaría de Bioeconomía.Tras la emisión del Decreto de Necesidad y Urgencia 70/2023 , el INYM perdió la facultad de negociar y fijar precios de la yerba.

## Características
Fue creado como un «ente de derecho público no estatal». Entre sus diversas actividades relacionadas con la producción y comercialización de la yerba mate, el Instituto asiste a los productores, realiza investigaciones, fiscaliza la cadena de producción y comercialización, capacita y promociona en el ámbito argentino e internacional.
Su directorio está compuesto por 12 integrantes, de los cuales uno es representante designado por el Poder Ejecutivo Nacional, uno por la provincia de Misiones, otro por la provincia de Corrientes, dos por el sector industrial yerbatero, tres por los productores primarios, dos por las cooperativas agrícolas, uno por los obreros rurales y uno por los secaderos.
El instituto se financia con una «Tasa de Inspección y Fiscalización», con el equivalente del 2,5 % al 5 % de valor del kilo de yerba mate comercializada en territorio argentino.

## Funciones
Según el artículo 4 de la Ley N.º 25 564, sus funciones son las siguientes:

a) Aplicar y hacer cumplir las leyes, decretos reglamentarios y disposiciones existentes y las que pudieran dictarse relacionadas con los objetivos de la presente ley;

b) Implementar mecanismos de apoyo y estímulo a los productores, elaboradores, industrializadores y comercializadores radicados en el país;
c) Identificar, diseñar estrategias e implementar procedimientos tendientes a optimizar la rentabilidad y competitividad del sector;
d) Planificar, organizar y participar de toda actividad o acontecimiento que contribuya a la promoción de la yerba mate y derivados dentro y fuera del país celebrando convenios de cooperación con otras instituciones oficiales o privadas del país y del exterior;
e) Llevar a cabo estudios, investigaciones e innovaciones del producto que diversifiquen sus usos y aumenten su consumo interno y externo;
f) Participar en la elaboración de normas generando la unificación de criterios para la tipificación del producto y normas de calidad que éste debe reunir para su comercialización;
g) Coordinar con los organismos competentes en materia alimentaria la ejecución de planes y programas relacionados con las buenas prácticas en lo referente a la producción, elaboración, industrialización, comercialización y consumo de la yerba mate y derivados;
h) Crear un banco de datos destinado al relevamiento y difusión de información acerca de las normativas sanitarias y requisitos de calidad vigentes en mercados actuales y/o potenciales con relación a la yerba mate y derivados;
i) Realizar y compilar estadísticas, censos y relevamientos de la producción, elaboración, industrialización, comercialización y consumo de la yerba mate y derivados, a efectos de implementar medidas que faciliten el equilibrio de la oferta con la demanda, y, en caso necesario, establecer en forma conjunta con la Secretaría de Agricultura, Ganadería, Pesca y Alimentación, medidas que limiten la producción;
j) Crear registros para la identificación de la producción, elaboración, industrialización, comercialización de la yerba mate y derivados debiendo inscribirse en ellos, con carácter obligatorio los productores, elaboradores, acopiadores, molineros, fraccionadores, importadores, exportadores, y cualquier otro participante de la cadena del negocio de la yerba mate y derivados;
k) Realizar actividades de asistencia técnica, análisis y asesoramiento, relacionadas con la producción, elaboración, industrialización y comercialización de la yerba mate y derivados;
l) Promover la capacitación en todas las áreas que competen a las actividades del sector;
m) Facilitar el intercambio institucional del personal técnico, profesional e idóneo a través de convenios y del acceso a fondos para solventar becas en universidades nacionales o extranjeras e instituciones de estudios, promoción y capacitación en todas las áreas que competen a las actividades a desarrollar por el INYM;
n) Promover distintas formas asociativas entre productores primarios de yerba mate y en particular a las cooperativas yerbateras de la zona productora;
o) Asesorar al Poder Ejecutivo nacional y a los provinciales de Misiones y Corrientes en materia de su competencia;
p) Mediar ante las instituciones que correspondan a los efectos de atender los intereses del trabajador del sector e incluirlo en los beneficios del Fondo de Desempleo Nacional;
q) Recaudar y asignar sus recursos para el cumplimiento de los objetivos de la presente ley;

r) Acordar semestralmente entre los distintos sectores participantes del INYM el precio de la materia prima. El mismo resultará de un acuerdo en el INYM basado en el precio promedio de venta al consumidor de los productos elaborados con yerba mate según las condiciones y estándares de calidad que fije la reglamentación, el cual mediante acta pertinente los sectores deberán respetar. El incumplimiento del mismo hará pasible al infractor de multas graduables de acuerdo a lo especificado en el título X de la presente ley.